# Giorgio Molteni
Giorgio Molteni (Loano, província de Savona, 20 de desembre de 1949) és un director de cinema i guionista italià.

## Biografia
Llicenciat en Sociologia a la Universitat de Trento, casat amb l'escriptora i professora universitària lígur Raffaella Verga.
El 1982 va dirigir el seu primer llargmetratge titulat Un gusto molto particolare, que però no va trobar distribució. Després d'haver treballat molt a la RAI com a director de documentals i serveis per als informatius, el 1987 va dirigir Aurelia amb Maddalena Crippa i Fabio Sartor, que van obtenir diversos premis al Festival Internacional de Cinema de Locarno i al Festival del Cinema Italià d'Annecy.
Més tard va treballar tant en l'àmbit del cinematogràfic com de la televisió, dirigint pel·lícules com Il ritorno del grande amico (1990), Terrarossa (2001), Il servo ungherese (2004), Bologna 2 agosto... i giorni della collera (2014), i a sèries de televisió com Cuori rubati (2002-2003), Sottocasa (2006) i Capri (2008).

## Filmografia

### Cinema
- Aurelia (1987)
- Il ritorno del grande amico (1990)
- Corsica (1991)
- Terrarossa (2001)
- Il servo ungherese (2004)
- Legami sporchi (2004)

- Bologna due agosto: I giorni della collera (2014)
- Come ti vorrei: As I'd Like You to Be (2015)
- Dead Man Wait - curtmetratge (2018)
- Io, lei e lei (Me, her and her) (2019)
- Martina Sa Nuotare - curtmetratge (2019)
- 9A - curtmetratge (2020)

### Televisió
- Un gusto molto particolare - telefilm (1982)
- A sud dell'Italia - telefilm (1992)
- I.A.S. - Investigatore allo sbaraglio - telefilm (1999)
- La squadra - sèrie de televisió, 2 episodis (2000)
- Cuori rubati - sèrie de televisió, 241 episodis (2002-2003)
- Sottocasa - sèrie de televisió, 165 episodis (2006)
- Capri - sèrie de televisió, 13 episodis (2008)
- Sit Ness - minisèrie de televisió (2012)
- Tu come noi (Diventa una Star) - sèrie de televisió, 1 episodi (2016)